# Eintracht Brunswick
El Eintracht Brunswick (en alemán: Braunschweiger Turn- und Sportverein Eintracht von 1895 e. V., más conocido como Eintracht Braunschweig, o por su acrónimo BTSV) es un club alemán de fútbol situado en Brunswick, Baja Sajonia. Juega en la 2. Bundesliga, la segunda división del fútbol de Alemania. 
Juega los clásicos de Baja Sajona contra el VfL Wolfsburgo y el Hannover 96.

## Historia

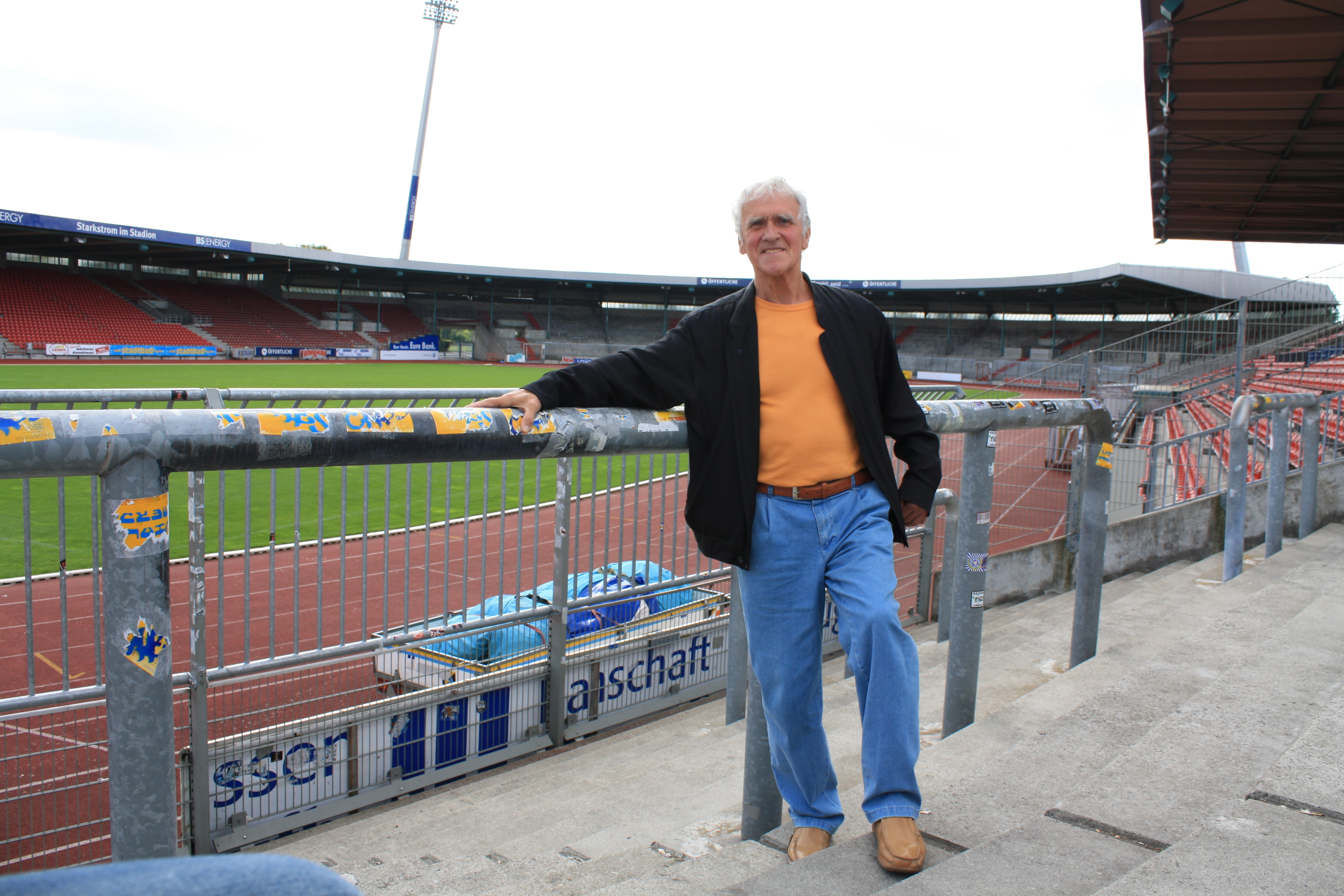
Walter Schmidt, uno de los jugadores importantes del club en la década de los años 1960s en el Eintracht-Stadion en 2009.

Fue fundado en 1895 con el nombre FuCC Eintracht como club de fútbol y cricket. En 1906 cambió de nombre para pasar a ser el FC Eintracht 1895 e.V. y en 1920 tomó el nombre Eintracht Braunschweig. El club se reformó después de la Segunda Guerra Mundial y en 1945 pasó a llamarse TSV Brunswick. Finalmente en 1949 adquirió su actual denominación. Tiene representación en varios deportes como atletismo, baloncesto, ajedrez, dardos, hockey sobre hierba, gimnasia, balonmano, natación, waterpolo, tenis y deportes de invierno.

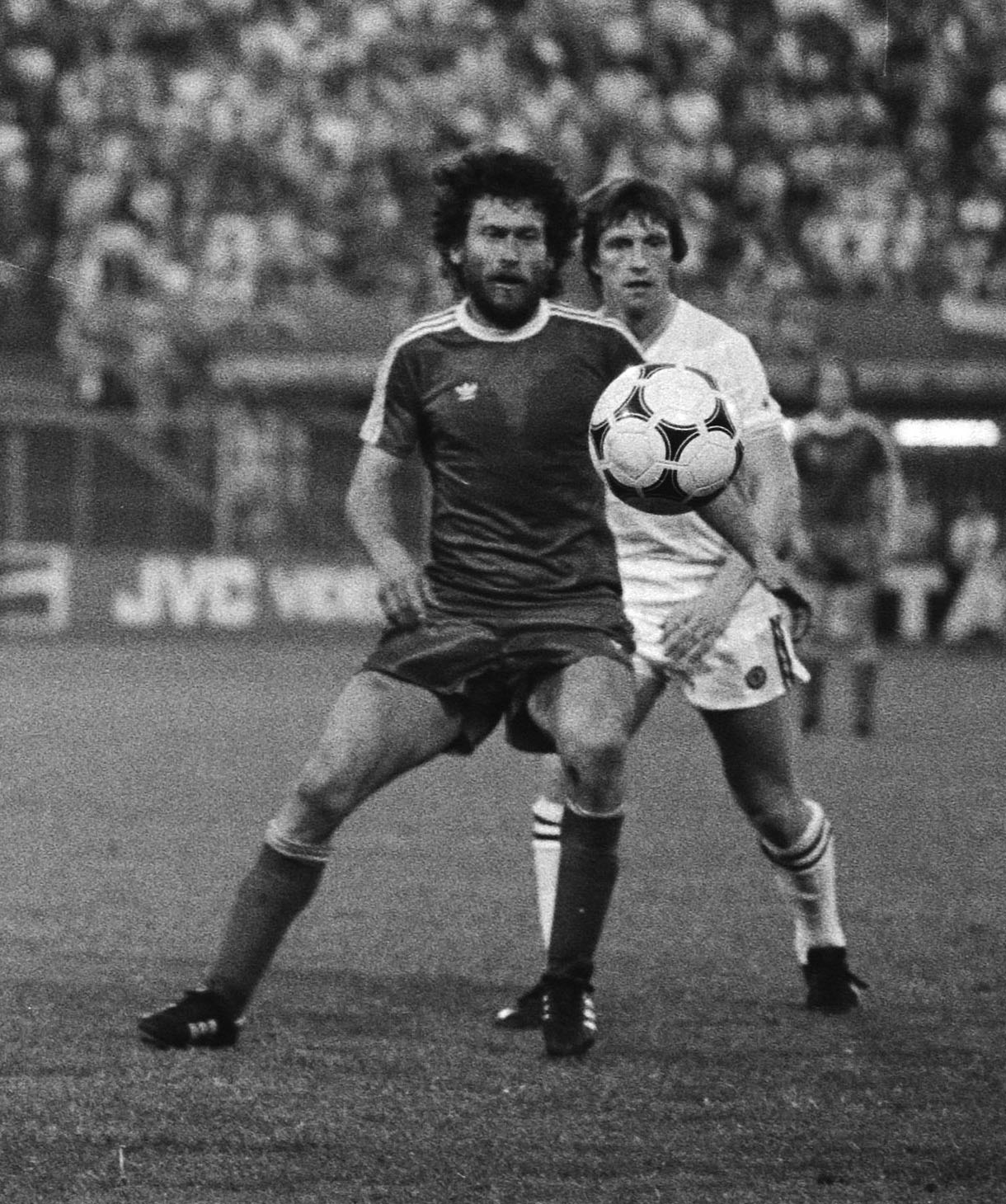
Paul Breitner (izquierda), uno de los jugadores más prominentes del club en los 1970s.

El equipo se convirtió rápidamente en uno de los equipos preferidos de la Alemania del norte. Sus comienzos fueron exitosos. Jugó en la liga superior y ganó el campeonato alemán del norte en 1908 y 1913. En 1914 tres jugadores del Eintracht Brunswick participan del equipo nacional alemán. Bajo el Tercer Reich el equipo jugó en la Gauliga y alcanzó las finales nacionales. Siguió jugando en las ligas superiores después de la guerra a excepción de una sola temporada (1952-53) en la que jugó en la segunda división. El equipo fue tocado por la tragedia en 1949 cuando el portero Faehland murió de una hemorragia interna algunos días después de golpearse durante un partido con un delantero del Bremen. En el año 1958 terminó en el tercer lugar del campeonato nacional.
El buen nivel de juego demostrado y su estabilidad financiera ayudaron a que el Eintracht Brunswick se convirtiera en uno de los dieciséis equipos seleccionados, entre 46, para jugar la 1. Bundesliga, la nueva liga profesional de Alemania Federal formada en 1963. El equipo gozó de nuevo del éxito temprano. Consiguió el título nacional en 1966-67 sobre la base de su juego defensivo sólido. Ese equipo logró el campeonato con solo 27 goles en contra, récord que fue superado en 1988 por el Werder Bremen. El club estuvo a punto de ganar un segundo campeonato en 1977 cuando acabó tercero, a un punto del campeón, el Borussia Mönchengladbach y detrás del Schalke 04 por diferencia de goles. Diez jugadores del equipo participaron en la selección alemana de fútbol, sobre todo en los años 60 y 70.

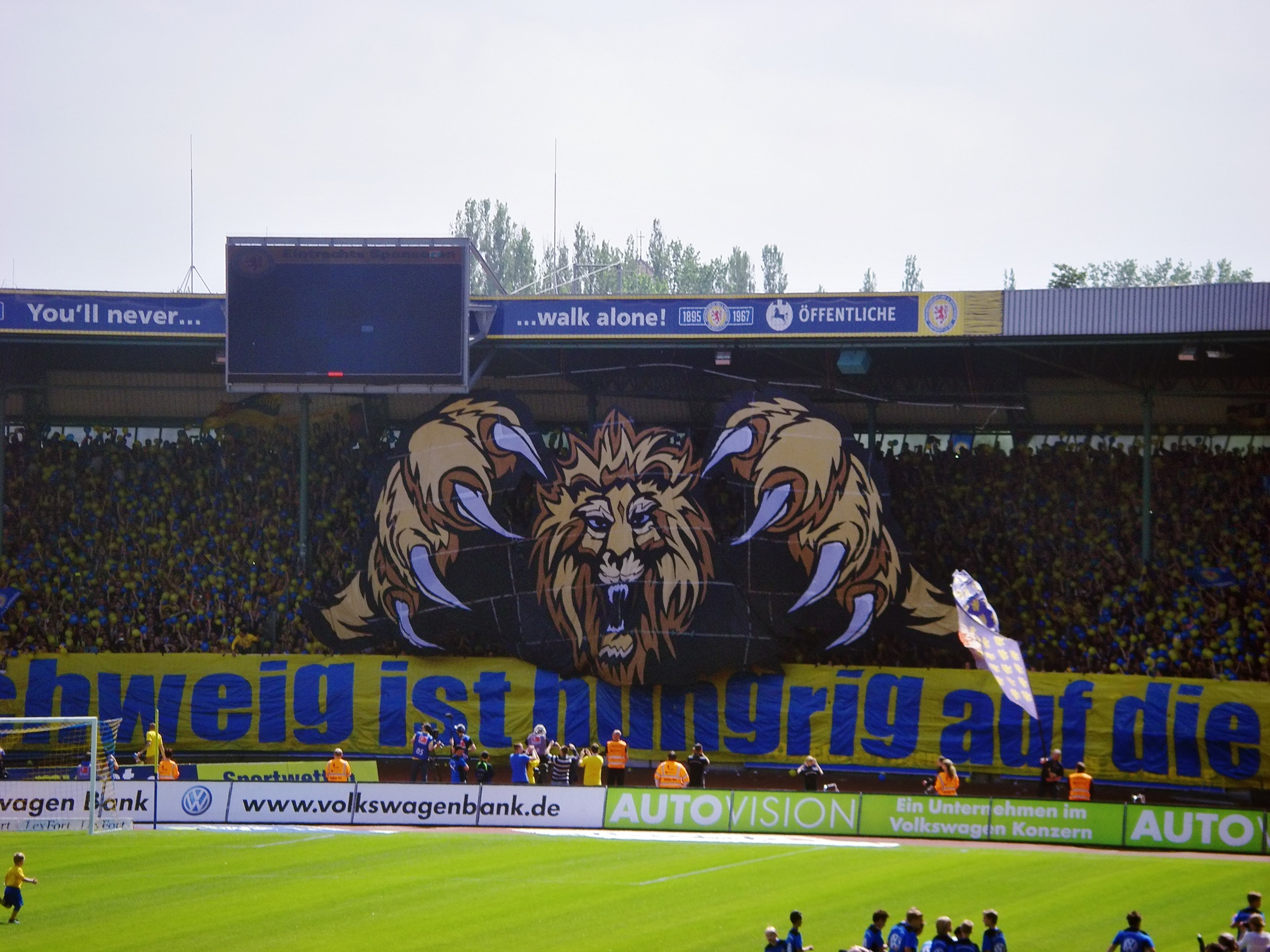
Aficionados del Eintracht Brunswick en 2013.

El club se encontró involucrado en el escándalo de la Bundesliga de 1971. Algunos jugadores aceptaron pagos que sumaban 40.000 DM no para bajar su rendimiento y así perder o empatar un partido, sino por realizar un esfuerzo extra para ganar, lo que hoy se llama motivación. Finalmente, se suspendió a dos jugadores y otros diez fueron multados.
En 1973, con cierta oposición de la liga, Brunswick se convirtió en el primer equipo de Bundesliga con un patrocinador en sus camisetas, aunque rechazó renombrar al equipo como Eintracht Jägermeister. El patrocinador pagó al equipo 100.000 DM e introdujo una nueva manera de hacer negocios en el fútbol. Otros clubs incluyeron rápidamente patrocinadores.

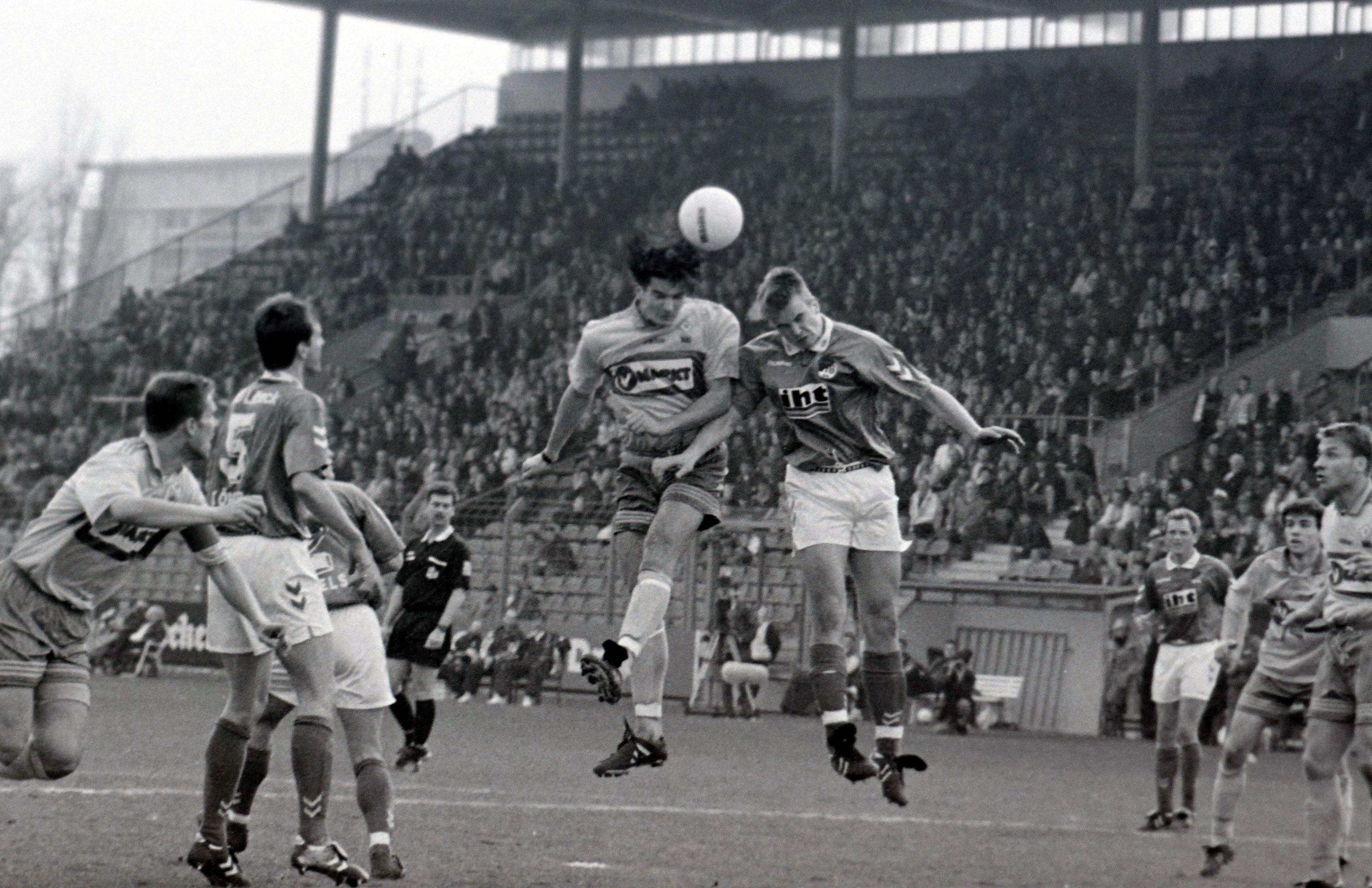
Partido en la Regionalliga de local ante el VfB Lübeck en 1998.

El club jugó en la Bundesliga hasta mediados de los años ochenta. Durante 322 partidos en la Bundesliga, desde 1963 a 1973, establecen un récord que todavía no ha sido superado: en ese período ningún jugador del equipo fue expulsado. Desde la temporada 1985-86 el equipo ha jugado en las divisionales segunda y tercera del fútbol alemán. En 1987, Brunswick estableció otro curioso récord: descendió de categoría con una diferencia de goles positiva: 52 a favor y 47 en contra.
El equipo contó con un muerto por la Guerra Fría. El jugador Lutz Eigendorf huyó de Alemania Oriental en 1979, donde jugaba para el Dynamo de Berlín, para ir a jugar al 1. FC Kaiserslautern. Poco después de su transferencia al Brunswick en 1983, murió en un accidente en su vehículo. En 2000 se reveló que en realidad su muerte fue ordenada por la Stasi, policía secreta de Alemania Oriental.
El 26 de abril de 2013 consiguió volver a la Bundesliga después de 28 años, y quedó en segundo lugar, solamente detrás del Hertha Berlín.

## Uniforme
| 2010-11 | 2011-12 | 2012-13 | 2013-14 | 2014-15 |
| 2015-16 | 2016-17 | 2017-18 | 2018-19 | 2019-20 |
| 2020-21 |         |         |         |         |

## Estadio

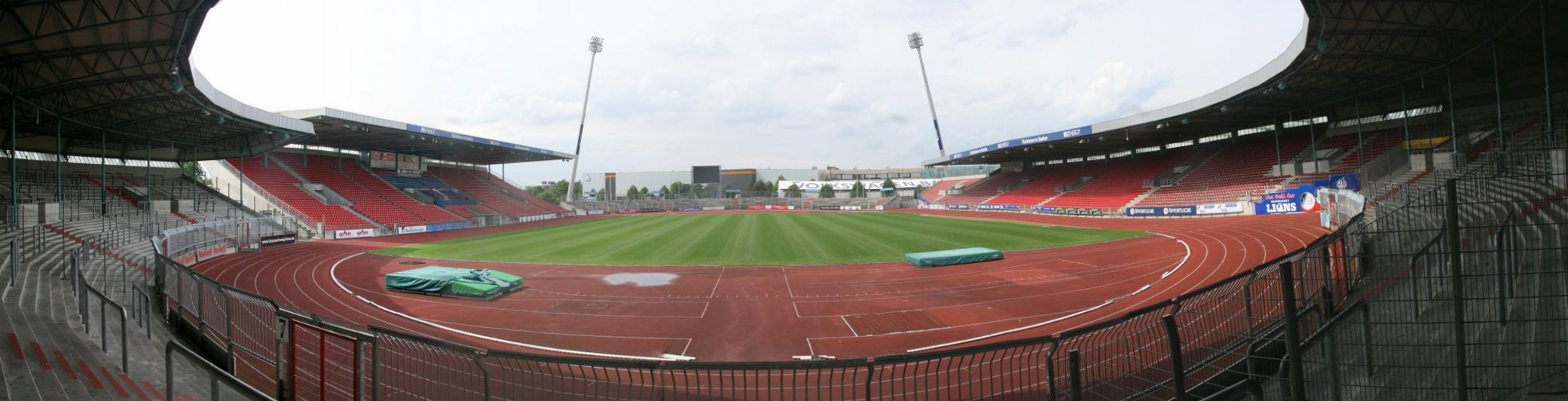
El Eintracht-Stadion, antes de que construyeran las graderías del sector norte en 2009/10.

El Eintracht Brunswick juega como local en el Eintracht-Stadion en Brunswick, construido en 1923. Actualmente la capacidad del estadio es de 25 000 espectadores, pero en los años de 1960 cabía 38 000 espectadores. Antes de la construcción del Eintracht-Stadion, el equipo jugaba como local en el Sportplatz an der Helmstedter Straße, para 3 000 espectadores.

## Jugadores

### Jugadores destacados
| - Holger Aden (1989–1992) - Joachim Bäse (1959–1973) - Paul Breitner (1977–1978) - Ludwig Bründl (1971–1975) - Bernd Buchheister (1985–1993) - Konrad "Otto" Bülte (1903–1911) - Herbert Burdenski (1944–1945, 1946) - Bernd Dörfel (1968–1970) - Wolfgang Dremmler (1973–1979) - Lutz Eigendorf (1982–1983) - Dietmar Erler (1970–1981) - Wolfgang Frank (1974–1978) - Bernd Franke (1971–1985) - Willi Fricke (1938–1952) - Bernd Gersdorff (1969–1977) - Klaus Gerwien (1961–1974) - Wolfgang Grzyb (1966–1978) - Friedhelm Haebermann (1969–1978) - Otto Harder (1909–1913) - Winfried Herz (1951–1961) - Reiner Hollmann (1973–1984) - Hans Jäcker (1956–1967) - Peter Kaack (1963–1973) - Ludwig Lachner (1934–1949) - Max Lorenz (1969–1972) - Peter Lux (1981–1985, 1990–1993) - Erich Maas (1964–1970) - Franz Merkhoffer (1968–1984) - Jürgen Moll (1957–1968) - Harald Nickel (1978–1979) - Walter Poppe (1904–1912) - Richard Queck (1907–1914) - Tobias Rau (1999–2001) - Uwe Reinders (1987–1988) - Walter Schmidt (1959–1969) - Dirk Schuster (1990–1991) - Albert Sukop (1930–1948) - Werner Thamm (1950–1962) - Lothar Ulsaß (1964–1971) - Horst Wolter (1961–1972) - Ronald Worm (1979–1987) - Heinz Wozniakowski (1951–1958) - Dieter Zembski (1975–1980) - Tobias Rau (1999–2001) - Uwe Reinders (1987–1988) - Walter Schmidt (1959–1969) - Dirk Schuster (1990–1991) - Albert Sukop (1930–1948) - Werner Thamm (1950–1962) - Lothar Ulsaß (1964–1971) - Horst Wolter (1961–1972) - Ronald Worm (1979–1987) - Heinz Wozniakowski (1951–1958) - Dieter Zembski (1975–1980) | - Tobias Rau (1999–2001) - Uwe Reinders (1987–1988) - Walter Schmidt (1959–1969) - Dirk Schuster (1990–1991) - Albert Sukop (1930–1948) - Werner Thamm (1950–1962) - Lothar Ulsaß (1964–1971) - Horst Wolter (1961–1972) - Ronald Worm (1979–1987) - Heinz Wozniakowski (1951–1958) - Dieter Zembski (1975–1980) - Tobias Rau (1999–2001) - Uwe Reinders (1987–1988) - Walter Schmidt (1959–1969) - Dirk Schuster (1990–1991) - Albert Sukop (1930–1948) - Werner Thamm (1950–1962) - Lothar Ulsaß (1964–1971) - Horst Wolter (1961–1972) - Ronald Worm (1979–1987) - Heinz Wozniakowski (1951–1958) - Dieter Zembski (1975–1980) - Igor Belánov (1991–1994) - Magnús Bergs (1984–1985) - Hasse Borg (1977–1983) - Serge Branco (1998–2000) - Tommy Christensen (1988–1989) - Fahed Dermech (1999–2000) - Jasmin Fejzić (2019-Actualidad) - Sergei Fokin (1992–2000) - Alexandru Golban (2007) - Milton Griffiths (2000–2001) - Reinhold Hintermaier (1984–1986) - Rudi Istenič (2001–2002) - Davit Janelidze (1994–1995) - Bent Jensen (1972–1973) - Bekim Kastrati (2006–2007) - Yahiro Kazama (1988–1989) - Miloš Kolaković (1995–2001) - Jameleddine Limam (1990–1991) - Mohamed Ali Mahjoubi (1991–1993) - Michél Mazingu-Dinzey (2002–2004) - Allan Michaelsen (1972–1974) - Valentin Năstase (2007–2009) - Edin Nuredinoski (2007) - Viktor Pasulko (1993–1996) - Danilo Popivoda (1975–1981) - Horst Rick (1960–1961) - André Schembri (2007–2008) - Roman Sedláček (1993–1994) - Rashin Wurie (2000–2001) - Josephus Yenay (2000–2001) - Ilija Zavišić (1980–1984) |

## Plantilla 2024/25

### Mayores Presencias
- En la historia del club:

|    | Jugador              | País     | Partidos | Goles |
| -- | -------------------- | -------- | -------- | ----- |
| 1  | Franz Merkhoffer     | Alemania | 490      | 28    |
| 2  | Bernd Franke         | Alemania | 416      | 0     |
| 3  | Wolfgang Grzyb †     | Alemania | 331      | 22    |
| 4  | Peter Kaack          | Alemania | 318      | 3     |
| 5  | Reiner Hollmann      | Alemania | 289      | 28    |
| 6  | Ronnie Worm          | Alemania | 256      | 97    |
| 7  | Klaus Gerwien        | Alemania | 250      | 35    |
| 8  | Dietmar Erler        | Alemania | 249      | 40    |
| 9  | Joachim Base         | Alemania | 249      | 6     |
| 10 | Friedhelm Haebermann | Alemania | 248      | 8     |

## Entrenadores

### Desde 1937
- Georg Knöpfle (1937–1948)
- Woldemar Gerschler (1948–1949)
- Hans-Georg Vogel (1949–1952)
- Edmund Conen (1952–1956)
- Kurt Baluses † (1956–1960)
- Hermann Lindemann † (1960–1961)
- Hans-Georg Vogel (1961–1963)
- Helmuth Johannsen † (1963–1970)
- Otto Knefler † (1970–1974)
- Branko Zebec † (1974–1978)
- Werner Olk (1978–1979)
- Heinz Lucas (1979)
- Uli Maslo (1979–1983)
- Heinz Patzig † (1983)
- Aleksandar Ristić (1983–1985)
- Heinz Patzig † (1985)
- Willibert Kremer (1985–1986)
- Gerd Roggensack (1986–1987)
- Uwe Reinders (1987–1990)
- Joachim Streich (1990–1991)
- Werner Fuchs † (1991–1992)
- Uli Maslo (1992–1993)
- Wolf-Rüdiger Krause (1993–1994)
- Jan Olsson (1994–1995)
- Heinz-Günter Scheil (1995)
- Benno Möhlmann (1995–1997)
- Michael Lorkowski (1997–1998)
- Dirk Holdorf (1998)
- Wolfgang Sandhowe (1998–1999)
- Uwe Hain (1999)
- Reinhold Fanz (1999–2001)
- Uwe Hain (2001)
- Peter Vollmann (2001–2002)
- Uwe Reinders (2002–2004)
- Wolfgang Loos (2004)
- Michael Krüger (2004–2006)
- Willi Kronhardt (2006)
- Đurađ Vasić (2006)
- Willi Reimann (2006–2007)
- Dietmar Demuth (2007)
- Benno Möhlmann (2007–2008)
- Torsten Lieberknecht (2008–2018)
- Henrik Pedersen (2018)
- André Schubert (2018-2019)
- Christian Flüthmann (2019)
- Marco Antwerpen (2019-2020)
- Daniel Meyer (2020-2021)
- Michael Schiele (2021-Actualidad)

## Rivalidades
En los medios, los partidos entre el Wolfsburgo, Hannover 96 y Eintracht Brunswick se consideran clásicos. Los aficionados de los clubes de Braunschweig y Hannover contradicen este punto de vista y ven los partidos entre sí como los auténticos clásicos de Baja Sajonia.

## Récords
- Mayor victoria en casa, 1. Bundesliga: 6–0 v Rot-Weiss Essen, 21 de mayo de 1977/6–0 v VfB Stuttgart, 5 de abril de 1975.
- Mayor victoria como visitante, 1. Bundesliga: 7–1 v Arminia Bielefeld, 28 de junio de 1972.
- Peor derrota en casa, 1. Bundesliga: 0–6 v Borussia Mönchengladbach, 29 de octubre de 1977.
- Peor derrota como visitante, 1. Bundesliga: 0–10 v Borussia Mönchengladbach, 11 de octubre de 1984.
- Más partidos en total: 563, Franz Merkhoffer 1968–1984.
- Más partidos en 1. Bundesliga: 419, Franz Merkhoffer 1968–1984.
- Máximo goleador: 116, Werner Thamm 1950–1962.
- Máximo goleador en 1. Bundesliga: 84, Lothar Ulsaß 1964–1971.
- Máximo goleador en una temporada en la 1. Bundesliga: 24, Wolfgang Frank, 1976–77.
- Máximo goleador en una temporada en la 2. Bundesliga: 30, Ronald Worm, 1980–81.

## Palmarés
| Torneos nacionales              | Títulos                      |
| ------------------------------- | ---------------------------- |
| Bundesliga (1)                  | 1967                         |
| 2. Bundesliga (1)               | 1974                         |
| 3. Liga (1)                     | 2011                         |
| Cuarta División de Alemania (1) | 1953                         |
| Quinta División de Alemania (1) | 1956                         |
| Oberliga Nord (1)               | 1988                         |
| Regionalliga Nord (1)           | 2005                         |
| Copa Lower Saxony (5)           | 1970, 2000, 2002, 2010, 2013 |

## Participación en competiciones de la UEFA
| Temporada | Torneo       | Ronda            | Club          | Casa | Visita | Global |
| --------- | ------------ | ---------------- | ------------- | ---- | ------ | ------ |
| 1967–68   | European Cup | 1                | Dinamo Tirana | –    | –      | (w/o)  |
| 1967–68   | European Cup | 2                | Rapid Vienna  | 2–0  | 0–1    | 2–1    |
| 1967–68   | European Cup | Cuartos de final | Juventus      | 3–2  | 0–1    | 3–31   |
| 1971–72   | UEFA Cup     | 1                | Glentoran     | 6–1  | 1–0    | 7–1    |
| 1971–72   | UEFA Cup     | 2                | Athletic Club | 2–1  | 2–2    | 4–3    |
| 1971–72   | UEFA Cup     | 3                | Ferencváros   | 1–1  | 2–5    | 3–6    |
| 1976–77   | UEFA Cup     | 1                | Holbæk B&I    | 7–0  | 0–1    | 7–1    |
| 1976–77   | UEFA Cup     | 2                | RCD Español   | 2–1  | 0–2    | 2–3    |
| 1977–78   | UEFA Cup     | 1                | Dinamo Kiev   | 0–0  | 1–1    | 1–12   |
| 1977–78   | UEFA Cup     | 2                | IK Start      | 4–0  | 0–1    | 4–1    |
| 1977–78   | UEFA Cup     | 3                | PSV           | 1–2  | 0–2    | 1–4    |

1 Juventus FC eliminó al Eintracht Brunswick 1–0 en un juego de play-off en Berna, Suiza para avanzar a las semifinales.
2 El Eintracht Brunswick avanzó a la segunda ronda por la regla del gol de visitante.

### Copa Intertoto
| Temporada | Ronda    | Club                 | Casa | Visita |
| --------- | -------- | -------------------- | ---- | ------ |
| 1964–65   | Grupo A2 | DWS Amsterdam        | 2–0  | 0–4    |
| 1964–65   | Grupo A2 | FC La Chaux-de-Fonds | 1–1  | 0–2    |
| 1964–65   | Grupo A2 | Beringen FC          | 2–1  | 3–2    |
| 1965–66   | Grupo A4 | Örgryte IS           | 3–0  | 1–3    |
| 1965–66   | Grupo A4 | Sparta Rotterdam     | 1–2  | 0–3    |
| 1965–66   | Grupo A4 | FC Luzern            | 7–0  | 4–4    |
| 1966–67   | Grupo B3 | Górnik Zabrze        | 8–0  | 0–4    |
| 1966–67   | Grupo B3 | Carl Zeiss Jena      | 1–2  | 1–2    |
| 1966–67   | Grupo B3 | AIK                  | 5–1  | 2–0    |
| 1968      | Grupo B7 | Lausanne-Sports      | 2–1  | 1–4    |
| 1968      | Grupo B7 | Wacker Innsbruck     | 3–1  | 2–1    |
| 1968      | Grupo B7 | AB                   | 2–0  | 0–0    |
| 1970      | Grupo B1 | Grasshopper Club     | 2–0  | 1–5    |
| 1970      | Grupo B1 | IFK Norrköping       | 1–0  | 2–2    |
| 1970      | Grupo B1 | Wiener SC            | 3–0  | 1–1    |
| 1971      | Grupo 6  | Malmö FF             | 0–1  | 1–0    |
| 1971      | Grupo 6  | Zagłębie Wałbrzych   | 1–0  | 1–0    |
| 1971      | Grupo 6  | Young Boys           | 2–0  | 5–1    |
| 1972      | Grupo 6  | TJ ZVL Žilina        | 5–0  | 1–1    |
| 1972      | Grupo 6  | Landskrona BoIS      | 2–0  | 0–3    |
| 1972      | Grupo 6  | Vejle BK             | 4–1  | 3–0    |
| 1973      | Grupo 9  | AC Nitra             | 1–2  | 1–1    |
| 1973      | Grupo 9  | FC Amsterdam         | 1–4  | 0–0    |
| 1973      | Grupo 9  | Vejle BK             | 0–3  | 2–0    |
| 1975      | Grupo 3  | FK Vojvodina         | 2–1  | 1–3    |
| 1975      | Grupo 3  | FC Zürich            | 2–0  | 0–1    |
| 1975      | Grupo 3  | Vejle BK             | 3–0  | 5–0    |
| 1976      | Grupo 4  | Baník Ostrava        | 0–2  | 0–0    |
| 1976      | Grupo 4  | SSW Innsbruck        | 1–1  | 0–1    |
| 1976      | Grupo 4  | AIK                  | 2–1  | 3–1    |
| 1978      | Grupo 4  | Standard Liège       | 0–1  | 1–0    |
| 1978      | Grupo 4  | Grasshopper Club     | 0–0  | 2–0    |
| 1978      | Grupo 4  | B 1903               | 5–1  | 2–1    |
| 1979      | Grupo 3  | Malmö FF             | 3–1  | 2–2    |
| 1979      | Grupo 3  | Slavia Prague        | 2–0  | 1–1    |
| 1979      | Grupo 3  | FC St. Gallen        | 3–2  | 4–1    |
| 1983      | Grupo 10 | TJ Vítkovice         | 0–2  | 2–2    |
| 1983      | Grupo 10 | Trakia Plovdiv       | 2–0  | 1–0    |
| 1983      | Grupo 10 | IF Elfsborg          | 4–0  | 0–1    |
| 1984      | Grupo 4  | Standard Liège       | 3–1  | 1–4    |
| 1984      | Grupo 4  | OB                   | 0–0  | 1–1    |
| 1984      | Grupo 4  | Go Ahead Eagles      | 2–1  | 1–2    |
| 1985      | Grupo 5  | Wismut Aue           | 2–1  | 2–3    |
| 1985      | Grupo 5  | Slavia Praga         | 4–1  | 0–4    |
| 1985      | Grupo 5  | Viking FK            | 6–3  | 1–2    |